# Charles Moore (atleet)
Charles Hewes Moore jr. (Coatesville (Pennsylvania), 12 augustus 1929 – Laporte (Pennsylvania), 8 oktober 2020) was een Amerikaans atleet. Hij was winnaar van de 400 meter horden op de Olympische Zomerspelen 1952.

## Biografie
Hij was student aan de Cornell University. Charles Moore, uitvinder van het onderdeel 400 m horden, verloor nimmer een wedstrijd van 1949 tot 1952. Moore won de NCAA-titel op de 440 yard in 1949 en de 220 yard horden in 1951. Ook won hij viermaal de 400 m horden op het Amateur Athletic Union-kampioenschap in 1949 tot 1952.
Op de Olympische Spelen in 1952 in Helsinki won hij een gouden medaille op de 400 m horden in een tijd van 50,8 seconden. Hij miste op een haar na het wereldrecord, ondanks dat hij op een natte en zompige baan liep. Hij liep als derde atleet ook naar het zilver op de 4 x 400 meter estafette, waarbij Jamaica uiteindelijk het goud won.

## Titels
- Olympisch kampioen 400 m horden - 1952
- Amerikaans kampioen 600 yard (indoor) - 1952
- NCAA kampioen 440 yard - 1949
- NCAA kampioen 220 yard horden - 1951
- AAU kampioen 400 m horden - 1949, 1950, 1951, 1952

## Persoonlijke records
- 440 yard 46,7 s (1949)
- 400 m horden - 50,7 s (1952).

## Wereldrecords (400 m horden)
- 4 augustus 1952 - 51,9 s
- 6 augustus 1952 - 51,6 s

## Palmares

### 400 m horden
- 1952:  OS - 50,8 s (OR)

### 4 x 400 m estafette
- 1952:  OS - 3.04,0

1900: John Tewksbury ·
1904: Harry Hillman ·
1908: Charles Bacon ·
1920: Frank Loomis ·
1924: Morgan Taylor ·
1928: David Burghley ·
1932: Bob Tisdall ·
1936: Glenn Hardin ·
1948: Roy Cochran ·
1952: Charles Moore ·
1956: Glenn Davis ·
1960: Glenn Davis ·
1964: Rex Cawley ·
1968: David Hemery ·
1972: John Akii-Bua ·
1976: Edwin Moses ·
1980: Volker Beck ·
1984: Edwin Moses ·
1988: André Phillips ·
1992: Kevin Young ·
1996: Derrick Adkins ·
2000: Angelo Taylor ·
2004: Félix Sánchez ·
2008: Angelo Taylor ·
2012: Félix Sánchez ·
2016: Kerron Clement ·
2020: Karsten Warholm ·
2024: Rai Benjamin